# Obelisco Esquilino
L'Obelisco Esquilino è uno dei tredici obelischi antichi di Roma, situato in Piazza dell'Esquilino, alle spalle dell'abside della Basilica di Santa Maria Maggiore, centro del rione Esquilino dal quale prende il nome. 
Ha un'altezza di 14,75 metri e con il basamento e la croce raggiunge i 25,53 metri.
Fu realizzato probabilmente all'epoca di Domiziano ad imitazione degli obelischi egiziani e collocato insieme all'obelisco del Quirinale all'ingresso del Mausoleo di Augusto. Qui venne ritrovato nel 1527 insieme al gemello e fu eretto nel 1587 per ordine di papa Sisto V  e ad opera di Domenico Fontana.